# Charmes-sur-Rhône
Charmes-sur-Rhône település Franciaországban, Ardèche megyében. Lakosainak száma 3160 fő (2022. január 1.). Charmes-sur-Rhône Saint-Georges-les-Bains, Soyons, Toulaud és Étoile-sur-Rhône községekkel határos.

## Népesség
A település népességének változása:
| Lakosok száma | 937  | 1550 | 1826 | 2331 | 2630 | 2806 | 2930 | 2979 | 3044 | 3160 |
|               | 1968 | 1982 | 1990 | 2006 | 2013 | 2015 | 2017 | 2019 | 2020 | 2022 |